# Pietro Bembo
Pietro Bembo, född 20 maj 1470 i Venedig, död 18 januari 1547 i Rom, var en italiensk diktare och renässanshumanist; kardinaldiakon av San Ciriaco alle Terme 1539 (in pectore 1538).

## Biografi
Bembo var lärjunge till Lascarius i Messina. Han lärde känna Lucrezia Borgia i Ferrara och besjöng henne i en diktsamling. Han levde senare i Urbino, därefter i Rom och sedan i Padua. Sedan han av Paul III gjorts till kardinal, återvände han slutligen till Rom.
Hans bok om folkspråket, Prose della volgar lingua, hade en avgörande betydelse för utgången av debatten om italienska språket under 1500-talet och kom därmed att få stor betydelse för den framtida normeringen av italienskan. Bembo hävdade att man borde utgå från det litterära språket från de stora 1300-talsförfattarna. Språket i poesin borde utgå från Petrarca och i prosan borde man följa Boccaccios språk i ramberättelsen i Decamerone. Även Dante var en förebild men Bembo ansåg att hans språk ibland var för grovt och realistiskt. Bembo ansvarade också för de första filologiskt granskade utgåvorna av Petrarcas Canzoniere (1501)  och Dantes Divina Commedia (1502).